# Ян Цзяюй
Ян Цзяюй (кит. упр. 杨家玉, пиньинь Yang Jiayu, род. 18 февраля 1996, Ухай, Внутренняя Монголия) − китайская легкоатлетка, чемпионка летних Олимпийских игр 2024 года, чемпионка мира 2017 года, двукратная чемпионка Азиатских игр 2018 и 2022 годов.

## Биография
Родилась 18 февраля 1996 года в городе Ухае в Китае.
Перес завоевала золотую медаль на чемпионате мира по легкой атлетике 2017 года, который проходил в Лондоне. В 2018 году на Азиатских играх в Джакарте на дистанции 20 километров она стала чемпионкой.
На Олимпийских играх 2020 в Токио на дистанции 20 км, со временем 1:31:54 стала двенадцатой.
В 2023 году выиграла золотую медаль в ходьбе на 20 километров на летних Азиатских играх в Хуанчжоу.
На летних Олимпийских играх 2024 года в Париже, китайская спортсменка завоевала золотую олимпийскую медаль, преодолев дистанцию в 20 километров за 1:25:54.